# حسن ارفع
سرلشکر حسن اَرْفَع (زاده ۱۹ اردیبهشت ۱۲۷۴ – درگذشته ۱۳۶۳ یا ۱۳۶۵) نظامی ایرانی و رئیس ستاد ارتش ایران در سال‌های ۱۳۲۳ تا ۱۳۲۴ بود. 

## زندگی

### سال‌های کودکی
حسن ارفع فرزند میرزا رضاخان ارفع‌الدوله (دانش) و لیلی ارفع (نیمه‌انگلیسی- نیمه‌روسی) در اردیبهشت ۱۲۷۴ (۱۸۹۵)در شهر تفلیس به دنیا آمد. چهار ساله که بود پدرش با تقدیم پیشکشی قابل ملاحظه‌ای از مظفرالدین شاه برای او لقب ارفع‌السلطان گرفت. حسن ارفع ادعا کرده است شاه این لقب را در جریان سفر به اروپا در سن‌پترزبورگ به علت شیرین‌زبانی به او اعطا کرده است.

### تحصیلات
حسن ارفع تحصیلات خود را به اقتضای شغل پدرش که غالباً مقام سفارت داشت، در استانبول و پاریس انجام داد. از دو تا نه سالگی نزد محمد ساعد مراغه‌ای مباشر پدرش درس می‌خواند. در زمانی که پدرش، سفیر کبیر ایران در دربار عثمانی بود، علی‌رغم علاقه پدر و مادرش به تحصیل وی در فرانسه، در سال ۱۲۹۱ (۱۹۱۲) به دبیرستان نظام (حربیه) در استانبول عثمانی رفت. برخی نوشته‌اند پیش از تحصیل در استانبول در فرانسه تحصیل کرد.
پس از دو سال، در اوایل سال ۱۹۱۴ به علت شروع جنگ به ایران آمد و با این که پدرش می‌خواست او به سمت شغل دیپلماسی برود، با درجۀ افسری، به ارتش پیوست و پس از آن به دانشکدۀ افسری سوئیس اعزام شد. در سال ۱۳۰۲ جزو محصلین اعزامی به فرانسه رفت و دورۀ تکمیلی دانشکده سواره‌نظام از دانشکده نظامی سن‌سیر و سمور فرانسه را طی کرد و به ایران بازگشت.
او به زبان‌های فرانسه، انگلیسی، روسی و ترکی استانبولی مسلط بود اما بر فارسی مسلط نبود.

### فعالیت‌های نظامی تا بازنشستگی
او در سال ۱۳۰۴ (۱۹۲۶)، به مدت کوتاهی به عنوان وابسته نظامی ایران در لندن منصوب شد. در همین سال‌ها (۱۳۰۱ خورشیدی یا ۱۹۲۳-۱۹۲۴) با هیلدا بیوکه (بالرین انگلیسی و اولین بالرین عضو گروه باله روسی دیاگلوف) ازدواج کرد.
در سفر رضاشاه به ترکیه در سال ۱۳۱۳ همراه او بود. در سال ۱۹۳۶ بازرس کل سواره‌نظام شد. در سال ۱۳۱۸ (۱۹۳۹) به درجۀ سرتیپی ارتفاء یافت و مدیر دروس دانشگاه جنگ شد. مدتی فرمانده لشکر اول و فرمانده آمادگاه تعلیماتی ارتش بود. در سال ۱۳۲۱ به معاونت ستاد ارتش و ریاست رکن ۲ منصوب شد و فرماندهی سواره نظام را هم به دست آورد. در سال ۱۳۲۳ با درجۀ سرلشکر فرمانده نظامی راه‌آهن و راه شوسه شد. در همین سال (دسامبر ۱۹۴۴) به ریاست ستاد ارتش رسید و یک سال و چند ماه در این سمت بود. در این مدت در آذربایجان و فارس اتفاقاتی رخ داد و عده‌ای از افسران لشکر خراسان هم فرار کردند. او به سرکوب شورشیان و گروه‌های سیاسی پرداخت. برخی معتقدند او و رزم‌آرا با هم رقابت داشتند. هر دو در زمان رضاشاه به سمت‌های بالای نظامی نرسیدند اما پس از شهریور ۱۳۲۰ افسران قزاقخانه و فرماندهان قدیمی ارتش را بازنشسته کردند و خودشان به درجه‌های بالا رسیدند. رقابت ارفع با رزم‌آرا باعث شد او در زمان ریاست ستاد ارتش رزم‌آرای ۴۳ ساله را بازنشسته و خانه‌نشین کند.
مبارزۀ او با حزب توده در کابینۀ صدرالاشراف مشهور است. به دستور او کلوپ حزب توده در خیابان فردوسی را بستند. فریدون کشاورز از رهبران حزب توده اعتراض کرد و در مقابل سربازان به کلوپ ریخته و آن جا را آتش زدند. سرگرد زرین‌نعل (فرماندۀ سربازان) هم با دستۀ پارابلوم بر سر فریدون کشاورز کوبید و او را مجروح کرد.
او آذربایجانی بود و برای رفع بحران آذربایجان، پادگان‌های آن منطقه را به مقاومت تشویق کرد. همچنین از افسران مورد اعتماد خود حزبی تشکیل داد. در سال ۱۳۲۴ قوام‌السلطنه پس از رسیدن به ریاست دولت، او را از ریاست ستاد ارتش عزل کرد و بعد از مدتی به اتهام تهیۀ اسلحه برای مخالفان دموکرات آذربایجان دستور بازداشت او را داد. هفت ماه بعد در نوامبر ۱۹۴۶ آزاد شد. پس از ختم غائلۀ آذربایجان رزم‌آرا به قدرت رسید و حسن ارفع را در ۷ اسفند ۱۳۲۵  بازنشسته کرد.

### فعالیت سیاسی و وزارت راه
در سال ۱۳۲۶ گروهی را تشکیل داد که بر روی سربرگ‌های آن نوشته بود: «آسیا گروه». این گروه بعداً به نام حزب نهضت ملی درآمد.
او با سیدضیاءالدین طباطبایی دوست بود و به رضاخان علاقه داشت. او حکومت سلطنتی‌ را بهترین نوع حکومت و شاه را سایه خدا می‌دانست. ارفع در باغ مسکونی‌ خود در لارک (در نیاوران) محل اجتماعی از افراد سیاسی درست کرده بود و برخی گفته‌اند در این محل صد کارمند و کارگر داشته است.
پس از قتل رزم‌آرا در پایان سال ۱۳۲۹ ارفع در کابینۀ حسین علاء به مدت یک سال و نیم (۲۰ مارس تا ۲۸ آوریل ۱۹۵۰) وزیر راه و ارتباطات شد.

### سفارت ایران در پاکستان و ترکیه
ارفع در کودتای ۲۸ مرداد ۱۳۳۲ فعالانه در کنار زاهدی فعالیت کرد. و پس از این سال دوباره به خدمت دعوت شد. در سال ۱۳۳۵ شایعه‌هایی از نخست‌وزیری او منتشر شد. او با نوری سعید (نخست‌وزیر عراق) و معاون وزیر خارجۀ انگلیس در باغ لارک دیدار کرد. در مهر ۱۳۳۵ به انگلستان رفت.
در پی پیوستن ایران به پیمان بغداد، در تاریخ ۲۵ آذر ۱۳۳۶ (یا ۷ آذر برابر با ۱۹۵۸) سفرای ایران در کشورهای عضو این پیمان تغییر کرد و حسن ارفع به جای منصورالملک سفیر ایران در ترکیه شد. همزمان با سفارت ترکیه، او وزیرمختار ایران در یونان هم بود.
قرارداد صلح بین ایران، ترکیه، پاکستان و ایالات متحده آمریکا در زمان حسن ارفع (سال ۱۹۵۹) بسته شد.
او چهار سال سفیر ایران در ترکیه بود و با سیاستمداران و ژنرال‌های ترک آشنایی داشت. این آشنایی هم به دلیل سال‌ها سفارت پدرش (ارفع‌الدوله) در عثمانی و هم تحصیلات خودش در دبیرستان نظام عثمانی بود. در مدت سفارت برخی از اعضای سفارت از جمله امیرعباس هویدا (کاردار و مستشار سفارت) را اخراج یا تصفیه کرد.
ماجرای برخورد او با هویدا مشهور است. او در زمان اخراج هویدا گفته است چون تو جوان هستی و نمی‌خواهم آینده‌ات خراب شود، گزارشی درباره‌ات رد نمی‌کنم پس خودت تقاضای مرخضی کن و در تهران کاری پیدا کن. هویدا به تهران آمده و در زمان مدیر عاملی عبدالله انتظام بر شرکت نفت، به استخدام این شرکت درآمد. وقتی چند روز بعد هویدا به آنکارا برگشته تا وسایل خود را ببرد، ارفع باز هم با تندی با او برخورد کرد. این برخورد باعث شد زمانی که هویدا نخست‌وزیر شد، ارفع منتظر انتقام باشد اما هویدا با او ملاقات کرد و گفت اگر شما مرا از سفارت آنکارا اخراج نمی‌کردید اکنون نخست‌وزیر نبودم.
پس از چهار سال سفارت در ترکیه، در اواخر سال ۱۹۶۱ به کراچی رفته و سفیر کبیر ایران در پاکستان شد. در دسامبر ۱۹۶۲ (سال ۱۳۴۱) به ایران بازگشت.

### پس از سفارت
حسن ارفع در سال ۱۳۴۹ همسر خود را از دست داد. پس از پایان شغل سفارت، عضو ارشد بارزسی‌عالی‌ مرزها شد. در سال ۱۳۵۱ با حکم محمدرضا پهلوی نایب رئیس انجمن ایران و پاکستان شد. در لارک دامداری شیر لارک را به روشی نظامی ایجاد کرد. در سال ۱۳۵۲ به شاه نامه نوشت و درخواست کرد زمین‌های‌ قریۀ لارک را تقسیم و به فروش برساند. او در این نامه نوشت این قریه متعلق به همسرم بوده که به فرزندانش رسیده است.
برخی می‌گویند وزارت دارایی پیش‌آگهی بزرگی برای مالیات بر ارث همسر ارفع منتشر کرده بود. تلاش‌های ارفع برای خنثی‌کردن این آگهی ثمر نداد و حکم قطعی شد و اموال او در معرض فروش قرار گرفت. اما هویدا همۀ بدهی ارفع را از اموال دولتی پرداخت کرد.

### زندگی خانوادگی و تجارت
او و همسرش (هیلدا بویکه) در سال ۱۳۱۱ (می ۱۹۳۳) باغ اراج (در محلۀ اراج تهران در شمال شرق تهران) را خریدند. آنها در آنجا در مجاورت بزرگراه فعلی ارتش یک کافه داشتند. این کافه اکنون تبدیل به پارک شده است. یکی از مردم محلی اراج این گونه نقل کرده است:
«زن سرلشکر ارفع که یک کافه داشتند صبح‌های خیلی زود با چراغ بادی می‌آمد توی کافه را گشت می‌زد و گاه طلاهای جامانده را پیدا می‌کرد.»
نصرالله حدادی، پژوهشگر و تهراشناس می‌گوید: «چون لارک در ادامه دهکده اقدسیه و متعلق به اراضی همسر تیمسار ارفع بوده، به ارفعیه شهرت پیدا کرد». همسر انگلیسی ارفع اکنون در همان باغ دفن است. 
دختر حسن ارفع و همسر انگلیسی‌اش لیلا (یا لیلی) نام داشت. او هواپیمای تک‌موتوره داشت و با آن در در باغ لارک فرود می‌آمد. برخی معتقدند لیلا اولین زن خلبان ایرانی بود.
برخی می‌گویند حسن ارفع اولین کسی است که گاوهای هلشتاین را وارد ایران کرده است.

### ترک ایران و مرگ
حسن ارفع همزمان با انقلاب ۱۳۵۷ ایران در تاریخ ۱۹ دی ۱۳۵۷، از ایران خارج شد. او علت خروج خود از ایران را معالجه عنوان کرده بود. حسن ارفع در سال ۱۹۸۳ میلادی (۱۳۶۳ یا ۱۳۶۵) در مونت‌کارلو درگذشت. منوچهر هاشمی (رئیس ادارۀ هشتم ساواک) محل مرگ او را پاریس ذکر کرده است.

## آثار

### پنج پادشاه
او خاطرات نظامی و سیاسی خود را با نام «پنج پادشاه» در سال ۱۳۴۱ نوشت به زبان انگلیسی منتشر کرد. این کتاب توسط نشر ماهی با نام «در زمانه پنج پادشاه» با ترجمه مانی صالحی علامه سال ۱۳۸۷ در کتابخانۀ ملی ایران فهرست‌نویسی شده و زمستان ۱۳۹۶ در ایران منتشر شده است. در توضیح این کتاب آمده است:
«این کتاب هم ارزش تاریخی و تحقیقی دارد و هم به‌واسطه نثر پرکشش آن بسیار خواندنی است. البته در زمان خواندن کتاب این نکته را باید در نظر داشت که حسن ارفع علاقه شدیدی به رضاشاه داشته و نیز این‌که کتاب در زمانی نوشته شده که محمدرضاشاه هنوز در قدرت بود.»
این کتاب در چهار بخش تالیف شده است:
- بخش اول: قبل از جهنگ جهانی در اروپا و ایران: دوران آخرین شاهان قاجار (۱۲۷۵-۱۲۹۸): فصل ۱ تا ۴
- بخش دوم: ایران در عصر رضاشاه پهلوی: تجدد گرایی (۱۲۹۷-۱۳۲۰): فصل ۵ تا ۱۴
- بخش سوم: ایران در دوران جهنگ جهانی دوم: رکود (۱۳۲۰-۱۳۲۵): فصل ۱۵ تا ۱۸
- بخش چهارم: ایران معاصر و محمدرضاشاه: توسعه و پیشرفت در میان مبارزات و آشوب‌ها (۱۳۲۵-۱۳۴۲): فصل ۱۹ تا ۲۲

بخش‌ها به ترتیب سال مرتب شده‌اند و هر کدام شامل چند فصل هستند:
- فصل ۱: ۱۲۷۵-۱۲۹۰- کودکی و جوانی
- فصل  ۲: ۱۲۹۰-۱۲۹۲- امپراتوری عثمانی
- فصل ۳: ۱۲۹۲- نخستین دیدار از ایران
- فصل ۴: ۱۲۹۳-۱۲۹۸- سال‌های جنگ
- فصل ۵: ۱۲۹۷-۱۲۹۹- پس از جنگ جهانی تا کودتا
- فصل ۶: ۱۳۳۰-۱۳۰۱- لشگرکشی علیه ایلات
- فصل ۷: ۱۳۱- سفر از میان ترکیه
- فصل ۸: ۱۳۰۲-۱۳۰۳- ازدواج من و باله‌ی روسی دیاگیلف
- فصل ۹: ۱۳۰۳-۱۳۰۴- عملیات نظامی در ترکمن‌صحرا
- فصل ۱۰: ۱۳۰۵- وابسته‌ی نظامی در لندن
- فصل ۱۱: ۱۳۰۶- عملیات نظامی در کردستان و لرستان
- فصل ۱۲: ۱۳۰۶-۱۳۱۹- دانشکده‌ی ستاد و ارتش ایران
- فصل ۱۳: ۱۳۱۲-۱۳۲۰- آتاتورک و رضاشاه. بلوچستان
- فصل ۱۴: ۱۲۹۹-۱۳۲۰- رضاشاه و ایران
- فصل ۱۵: ۱۳۲۰: تاثیر جنگ در ایران
- فصل ۱۶: ۱۳۲۰-۱۳۲۴- ایران در اشغال بیگانگان
- فصل ۱۷: ۱۳۲۳-۱۳۲۵- اقدامات من در مقام ریاست ستاد کل ارتش
- فصل ۱۸: ۱۳۲۵- دستگیری و زندانی شدن من
- فصل ۱۹: ۱۳۲۵-۱۳۲۹- ایران پس از جنگ
- فصل ۲۰: ۱۳۳۰-۱۳۳۶- مصدق و بعد
- فصل ۲۱: ۱۳۳۷-۱۳۴۲- سفیر ایران در ترکیه و پاکستان
- فصل ۲۲: ۱۳۴۱-۱۳۴۳- دو سال آخر[۱۷]

در پایان کتاب «اوضاع نواحی ایل‌نشین و حوزه‌های خارج از نظارت دولت مرکزی در سال ۱۲۹۹» به عنوان ضمیمه آمده است.

### کردها
حسن ارفع، به عنوان یک افسر ایرانی سال‌ها در نواحی مرزی با مسائل کردها درگیر بوده و کتابی به نام «کردها» در این باره نوشته‌است.
این كتاب چهار بخش و یک بخش نتيجه‌گیری دارد.
- بخش اول: تاريخ كرد، كردها پيش از اسلام و بعد از اسلام تا حدود قرن نوزدهم و بررسي مادۀ ۶۲ (بيلمن سور) دربارۀ خودمختاري ملت كرد
- بخش دوم: كردهاي تركيه، شورش شيخ سعيد؛ سياست دولت تركيه در قبال كرد
- بخش سوم: كردهاي ايران، ماجراي شورش كردها در استان كردستان، اولين شورش كردها در جنگ جهانی دوم و وضعيت فعلي كردهاي ايران
- بخش چهارم: كردهاي عراق تا شيخ محمود سليمانيه، شيخ احمد بارزان، ملامصطفي بارزاني و شورش كردها و جنگ عليه عراق به تفصيل[۱۸]

ارفع، حسن (۱۳۸۲).  مرادی، محمدرئوف، ویراستار. کردها؛ یک بررسی تاریخی و سیاسی. آنا. ص. ۲۶۲.